# Diego Ormaechea
Diego Ormaechea (Montevidéu, 19 de setembro de 1959) é um ex-jogador uruguaio de rugby union que jogava na posição de oitavo. Fora dos campos, é veterinário.
Ormaechea é reconhecido como detentor de recordes pessoais na Copa do Mundo de Rugby, relativos à sua idade: dentre eles, o de mais velho estreante na competição, aos 40 anos e 13 dias de idade, na partida contra a Espanha, quando tornou-se também o mais velho a marcar um try na competição. A partida também marcou a estreia da seleção uruguaia nas Copas, e também a primeira vitória dela (27-15). Sua aparição contra a África do Sul, aos 40 anos e 26 dias de idade, foi a mais velha de um jogador e de um capitão na competição  e também a sua última pelo Uruguai, sendo aplaudido por todo o público ao fim.
A primeira partida de Ormaechea pelos Teros ocorrera vinte anos antes, em 1979, mas só dois anos depois, em 1981, passou a ser mais regular. No Sul-Americano deste mesmo ano, o Uruguai conseguiu seu único título na competição, vencida nas demais 33 edições pela Argentina, ausente na ocasião. As partidas foram todas disputadas no Carrasco Polo Club, clube que Ormaechea defendeu de 1978 a 2001 e onde também trabalhou como técnico, inclusive retirando-se com título. Dentre os fatores que lhe levaram a deixar voluntariamente o Carrasco, estão a subida de seus filhos para os plantéis superiores; os mais velhos, Juan Diego e Agustín, já defenderam a seleção sub-20 do Uruguai, e o mais novo, Iñaki, estava na equipe sub-15 do Carrasco em 2011, também na posição de oitavo.
Ormaechea esteve presente nas duas Copas do Mundo já disputadas pela seleção uruguaia. Na outra, a de 2003, foi o técnico dos Teros, que conseguiram vencer a Geórgia. Além da terra natal, ele também integrou a equipe de 1982 dos Jaguares, seleção da Confederação Sul-Americana de Rugby que, naquele ano, conseguiu vencer a poderosa África do Sul em Pretória. Seu filho Agustín recebeu a mesma convocação, em 2013.